# Ohio County (Západní Virginie)
Ohio County je okres ve státě Západní Virginie ve Spojených státech amerických. V roce 2020 zde žilo 42 tisíc obyvatel. Správním městem je Wheeling. Celková rozloha okresu činí 280 km².
Okres vznikl v roce 1776. Okres byl pojmenován po řece Ohio, která zde teče.